# AGM-84H/K增程型防區外對地攻擊飛彈
AGM-84H/K增程型防區外對地攻擊飛彈(英語:AGM-84H/K Standoff Land Attack Missile-Expanded Response，SLAM-ER)是波音公司製造的防區外空對面巡航导弹。SLAM-ER是魚叉反艦飛彈的改型，從1995年開始研發，1999年起服役並取代了前型AGM-84E防區外對地攻擊飛彈。SLAM-ER 的精度十分高，CEP是大約3米。美軍在伊拉克和阿富汗戰爭中均使用了此飛彈攻擊敵方目標。

## 用戶
- 美国:美國海軍
- :大韓民國空軍[7]
- 土耳其:土耳其空軍[8]
- 中華民國:中華民國空軍[9]
- 沙烏地阿拉伯:沙烏地阿拉伯皇家空軍[10]
- 阿联酋:阿拉伯聯合大公國空軍（英语：United Arab Emirates Air Force）[11]